# Costa Crociere

Bandiera di Costa Crociere.

Costa Crociere è una compagnia di navigazione italiana dedicata all'attività crocieristica. La sede principale si trova a Genova. Costa Crociere appartiene al gruppo Carnival Corporation & plc e controlla la tedesca AIDA Cruises. Fino al 2014 il gruppo Costa Crociere S.p.A. comprendeva anche la spagnola Ibero Cruceros, marchio nel frattempo dismesso.

## Storia

### 1800-1900
Fu fondata nel 1854 a Genova da Giacomo Costa con la denominazione Giacomo Costa fu Andrea s.n.c., impresa che commerciava e trasportava dalla Sardegna alla Liguria olio d'oliva e tessuti. Già alla fine del diciannovesimo secolo le sue navi raggiungono porti australiani, nei quali il consistente flusso di emigrati italiani genera la domanda di prodotti alimentari nazionali. Costa si specializza nell'acquisto dell'olio d'oliva grezzo nei paesi del Mediterraneo per esportarlo oltreoceano.

### 1900-1950
Dopo la prima guerra mondiale, l'impresa passò dalla commercializzazione alla produzione dell'olio d'oliva, con la costruzione di impianti di raffinazione dell'olio a Genova e nell'Italia meridionale, lanciando sul mercato italiano ed estero l'olio Dante.
Nel 1924 la ditta, passata in mano ai figli del fondatore Federico, Eugenio ed Enrico, poiché aveva allargato i propri commerci, con le esportazioni verso i paesi esteri (in particolare verso Americhe e Oceania), estese le proprie attività al settore armatoriale con l'acquisizione del piccolo piroscafo Ravenna. Successivamente furono acquisite altre navi.
Al termine della seconda guerra mondiale, venne ripresa l'attività armatoriale dell'azienda che creò la Costa Armatori S.p.A., a capo della quale ci fu Angelo Costa, il quale puntò sulla diversificazione delle attività, che oltre al trasporto merci, si estese al settore della navigazione per il trasporto passeggeri, attività che ebbe inizio nel 1947.

### 1950-2000
Costa, in seguito, commissionò all'Ansaldo la costruzione di due navi, ribattezzate Federico Costa (1957) e Franca Costa (1959), quest'ultima, prima nave al mondo adibita al servizio crocieristico da svago, che era diretta verso Stati Uniti e Caraibi. Qualche anno più tardi, nel 1964, fu la volta della Eugenio C., nave totalmente adibita alle attività crocieristiche.
Alla fine degli anni settanta il Gruppo genovese fu colpito dalla crisi finanziaria, e perciò si procedette con la ristrutturazione della società, trasformandola da azienda a conduzione familiare a una holding, con l'ingresso di nuovi soci, come quello della famiglia Romanengo che acquisì il 10% della Costa Armatori. Furono inoltre cedute tutte le altre attività della famiglia Costa, quelle relative al settore tessile e quello alimentare (produzione dell'olio d'oliva Dante), quest'ultima ceduta alla multinazionale Unilever. In questi anni la Costa Crociere annoverava tra i suoi animatori Paolo Villaggio e Fabrizio De André.
L'azienda quindi focalizzò i suoi interessi unicamente sul settore crocieristico e del trasporto merci, e nel 1985 inaugurò la nave Costa Riviera. Per il suo rilancio, l'azienda genovese nel 1986 fu riorganizzata come Costa Crociere S.p.A, il cui azionista di maggioranza rimase comunque la famiglia Costa, rappresentata da Nicola Costa in qualità di presidente. Al suo primo anno di attività, la nuova compagnia realizzò un fatturato attorno ai 240 miliardi di lire e offrì servizio a più di 160.000 passeggeri.
Nel 1989, Costa Crociere fece il suo ingresso nella Borsa valori di Milano.
Negli anni novanta Costa Crociere intensificò il ricorso alla promozione, finanziando campagne pubblicitarie sia sui quotidiani nazionali sia in televisione: nel 1993 lanciò la sua prima campagna televisiva in Italia con l'obiettivo di posizionare il prodotto crociera tra i giovani.
Con questa strategia, l'azienda ligure riuscì a consolidare la propria leadership nel mercato crocieristico nazionale e a rafforzare la propria presenza in Europa e USA. Nel 1995, Costa Crociere registrò un numero complessivo di circa 300.000 passeggeri trasportati in tutto il mondo, divenendo leader nel mercato europeo con un fatturato di 862 miliardi di lire.
Nel 1997, la famiglia Costa e altri investitori hanno ceduto per 455 miliardi di lire il pacchetto di maggioranza della società, che da allora è parte di Carnival Corporation & Plc, gruppo statunitense che riunisce le maggiori compagnie nel campo delle crociere del mondo e si definisce come World's Leading Cruise Lines.
In seguito alla vendita del pacchetto di maggioranza, parte un imponente piano di espansione della flotta che prevede 16 nuove navi dal 2000 al 2014 per un investimento globale di 6 miliardi di euro.
Nel novembre 1999 ha luogo il varo tecnico di Costa Atlantica, prima nave facente parte del nuovo piano di espansione deliberato da Carnival Corporation & plc.

### 2000-2010
A fine settembre del 2000, Carnival Corporation acquisisce la Airtours diventando l’unica azionista della compagnia genovese.
Tra il 2001 e il 2002 entrano nella flotta Costa Tropicale e Costa Europa.
Tra il 2003 e il 2004 entrano in servizio altre due navi, Costa Fortuna e Costa Magica e sempre nel 2003 viene consegnata alla compagnia la Costa Mediterranea, gemella di Costa Atlantica.
A fine novembre 2003 è inaugurato il Palacrociere, il nuovo terminal Costa a Savona.
Nel 2004 Costa Crociere S.p.A. acquisisce il marchio AIDA Cruises, leader delle crociere in Germania.
Nel 2006 la Compagnia inizia la sua espansione in Asia, dove diviene la prima al mondo che vende crociere in Cina e negli Emirati Arabi Uniti, confermandosi come operatore internazionale.
Tra il 2006 e il 2007 entrano in servizio altre due navi, Costa Concordia e Costa Serena.
Il 24 aprile 2007 entra in funzione il Palacruceros, il terminal crociere di Barcellona finanziato e gestito dalla Compagnia e viene siglato un accordo tra Carnival Corporation & plc e Orizonia Corporaciòn per la creazione del brand Ibero Cruceros, marchio che opera sul mercato spagnolo all’interno del gruppo Costa Crociere SpA.
Il 5 giugno 2009, Costa Luminosa e Costa Pacifica, entrambe battenti bandiera italiana, costruite dallo stesso cantiere e appartenerti allo stesso armatore, vengono battezzate nello stesso giorno e nello stesso luogo, a Genova, dando vita ad un evento unico che viene certificato dal Guinness World Record, in quanto è la prima volta che avviene un evento simile.

### 2010-2020
Tra il 2010 e il 2011 entrano in servizio Costa Deliziosa e Costa Favolosa.
Nel 2011, Costa Atlantica fa da set per il film Benvenuto a bordo di Éric Lavaine. Consulente per quel film fu Francesco Schettino, allora comandante su quella nave, che appena un anno dopo sarebbe divenuto tristemente noto alle cronache per le vicende occorse alla Costa Concordia. Il film infatti, inizialmente programmato per i primi mesi del 2012, è uscito nelle sale a giugno dello stesso anno. Costa Crociere ufficializza l'ordine di costruzione di una nuova nave con consegna nell'ottobre 2014; nello stesso comunicato rivela di aver ceduto Costa Marina, che ha lasciato la flotta nel novembre 2011. Entra nella flotta Costa Voyager.
Il 13 gennaio 2012 la nave Costa Concordia naufraga davanti al porto dell'isola del Giglio a causa di una grossa falla provocata dall'impatto dello scafo con una formazione rocciosa affiorante. L'incidente causa la morte di 32 persone e il parziale affondamento della nave. È la nave passeggeri di più grosso tonnellaggio mai naufragata. Il 31 gennaio, Costa annuncia ufficialmente che, dopo il recupero, la Costa Concordia non tornerà in servizio.
Il 27 febbraio 2012 al largo delle Seychelles si sviluppa un incendio nella sala dei generatori della Costa Allegra. La nave resterà poi priva di propulsione e verrà trainata da un peschereccio fino a Victoria. Durante i due giorni trascorsi senza energia elettrica, alcuni elicotteri hanno trasportato sulla nave cibi e bevande, oltre a strumenti di comunicazione utili per la nave.
Il 2 marzo 2012 parte per la sua prima crociera Costa neoRomantica, nave nata dal restyling completo di Costa Romantica. Il 5 maggio viene consegnata a Venezia Costa Fascinosa, gemella di Costa Favolosa.
Il 25 marzo 2012, la compagnia ha annunciato di non voler fare riparare Costa Allegra e che la stessa sarà messa in vendita.
Il 1º luglio 2012, dopo quindici anni, Pier Luigi Foschi lascia l'incarico di amministratore delegato di Costa Crociere, diventando poi supervisore delle strategie di crescita del gruppo Carnival Corporation in Asia. Il nuovo amministratore delegato è Michael Thamm, già direttore generale di AIDA, società tedesca facente capo a Costa, mentre Foschi rimane presidente del Consiglio di amministrazione di Costa Crociere e «continuerà a supervisionare e coordinare, per Costa Crociere, le relazioni con le autorità italiane e le associazioni di categoria, gli adempimenti che si riferiscono all'incidente della Costa Concordia, oltre ai numerosi progetti strategici in agenda che riguardano i diversi marchi del gruppo Costa».
Il 31 gennaio 2013 la Procura di Grosseto iscrive nel registro degli indagati Pier Luigi Foschi, presidente e amministratore delegato di Costa Crociere nel periodo del naufragio della Costa Concordia all'isola del Giglio, per responsabilità amministrative relative al personale di bordo della nave che non aveva i requisiti necessari per le mansioni da svolgere.
Nel novembre 2013 la nave Grand Mistral della Ibero Cruceros entra nella flotta Costa con il nome di Costa neoRiviera. Costa Voyager, a causa della sua vendita ad una compagnia cinese, esce dalla flotta.
A novembre 2014 viene inaugurata a Genova, Costa Diadema.
Il 28 luglio 2015, durante una conferenza stampa, Costa Crociere annuncia l'ordine di due navi di una nuova classe da 180.000 tonnellate. La costruzione di queste due nuove unità sarà affidata ai cantieri Meyer Werft di Turku, in Finlandia e saranno le prime navi Costa ad essere alimentate a gas naturale liquefatto (GNL).
Il 30 dicembre 2015 Costa Crociere stipula un contratto con Fincantieri per la costruzione di due nuove navi per il marchio Costa Asia, in consegna rispettivamente nel 2019 e nel 2020.
Il 7 aprile 2018, Costa Crociere annuncia una nuova livrea per la flotta in occasione dei settant'anni della compagnia. Rispetto alla versione precedente il nome della nave risulta più grande, con un nuovo carattere e accompagnato con una stilizzazione del tricolore italiano.

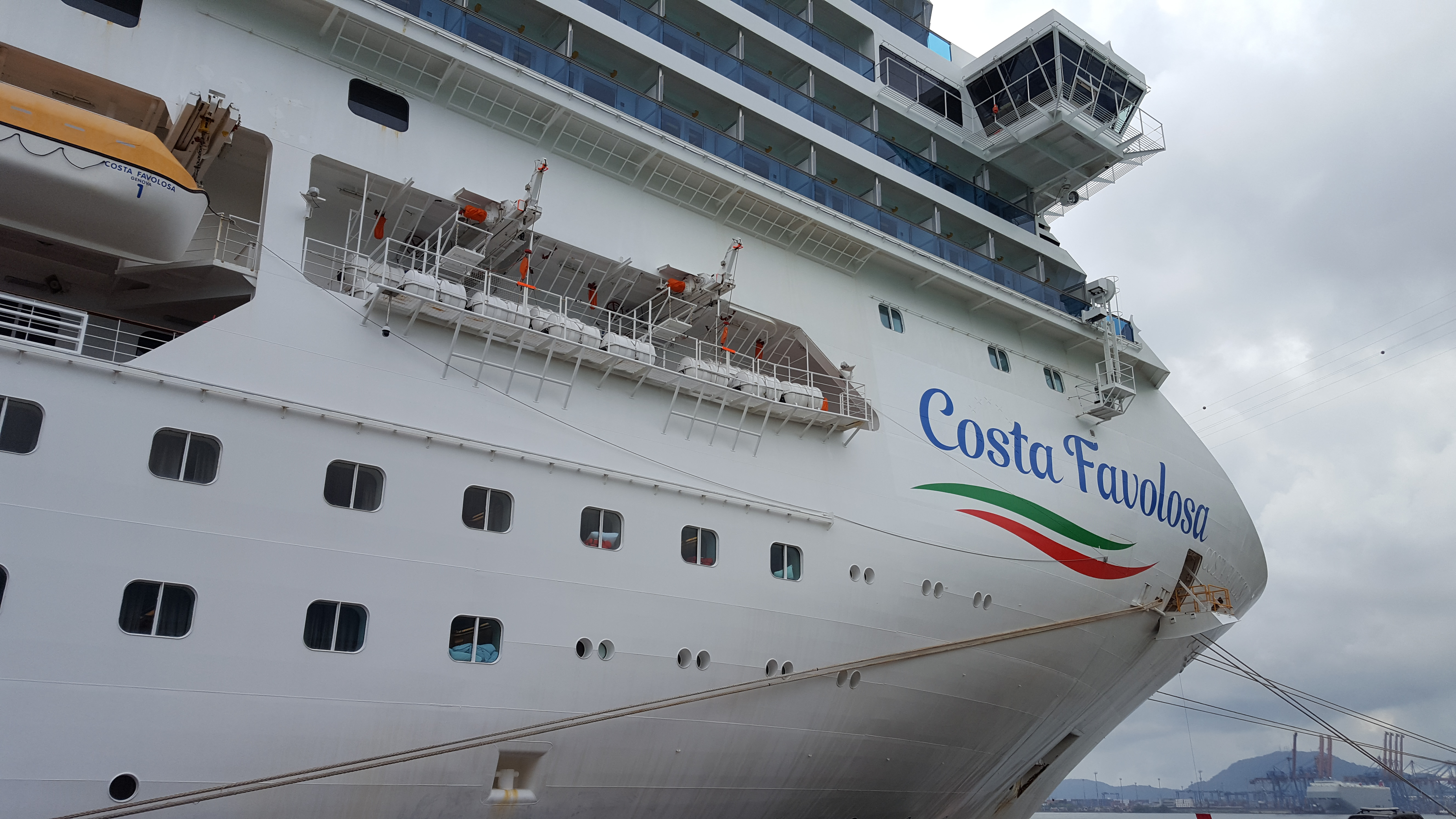
Costa Favolosa con la nuova livrea annunciata nell'aprile 2018

Nel febbraio 2019 viene varata la prima nave Costa ad essere espressamente progettata per il mercato cinese, Costa Venezia.
Il 26 settembre 2019, il CEO di Carnival Corporation & plc annuncia che cinque navi lasceranno la flotta di Costa Crociere entro maggio 2021. Due unità della flotta europea usciranno nel corso del 2020 e sempre lo stesso anno altre due navi lasceranno la flotta Costa Asia, confermata anche la dismissione di Costa Mediterranea a maggio 2021.
Il 29 ottobre 2019, Costa neoRiviera conclude la sua ultima crociera a Savona e viene trasferita alla controllata AIDA Cruises.
Il 5 dicembre 2019, presso lo stabilimento Meyer Turku in Finlandia, Costa Smeralda viene consegnata ufficialmente a Costa Crociere.
A luglio 2020 la compagnia annuncia, tramite un comunicato stampa, l'uscita dalla flotta e la cancellazione di tutte le future crociere di Costa Victoria, la nomina di Mario Zanetti come direttore commerciale e di Michael Thamm come direttore generale.
Ad agosto 2020, Costa neoRomantica, venduta alla Celestyal Cruises, esce definitivamente dalla flotta.

### 2021-
A maggio 2021 viene annunciato che la Costa Magica passerà alla flotta Carnival Cruise Line entro il 2023, venendo quindi esclusa dalla programmazione Costa Crociere già a partire dal 2021.
Ad ottobre dello stesso anno viene presentato il nuovo logo di Costa Crociere e annunciato il ritorno di Costa Venezia nel Mediterraneo da maggio 2022.
Il 14 giugno 2022, Carnival Cruise Line annuncia che la Costa Luminosa passerà alla sua flotta a novembre e verrà ribattezzata Carnival Luminosa, mentre Costa Magica, precedentemente scelta per il trasferimento, rimarrà alla Costa Crociere.
Il 16 giugno 2022 viene annunciato che Costa Venezia e Costa Firenze verranno trasferite al mercato nordamericano con il marchio Costa by Carnival. La prima verrà ribattezzata Carnival Venezia e opererà da New York a partire dal 2023.

## Flotta
La flotta di Costa Crociere nel 2023 comprende un totale di 9 navi in servizio, tutte battenti bandiera italiana e iscritte al registro navale di Genova. La Costa Toscana, attuale ammiraglia, è al momento la nave più grande della flotta insieme alla gemella Costa Smeralda.
| Classe                            | Bandiera        | Nave         | Immagine | Stazza (t.s.l.) | Lunghezza (m) | Ponti | Capienza massima | Anno                       | Cerimonia di battesimo                            | Cantiere | Note                                                                         |
| --------------------------------- | --------------- | ------------ | -------- | --------------- | ------------- | ----- | ---------------- | -------------------------- | ------------------------------------------------- | --- | ---------------------------------------------------------------------------- |
| Concordia                         |                 | Costa Serena |          | 114 500         | 290,2         | 13    | 3 780            | 2007                       | Marsiglia, 19 maggio 2007                         | Fincantieri Cantiere navale di Sestri Ponente (Genova)                                                                 | Attualmente in servizio, svolge crociere in leasing in Thailandia e Giappone |
| Concordia                         | Costa Pacifica  |              | 2009     | 114 500         | 290,2         | 13    | 3 780            | Genova, 5 giugno 2009      | Ristrutturata nel novembre 2022                   | Fincantieri Cantiere navale di Sestri Ponente (Genova)                                                                 |                                                                              |
| Concordia                         | Costa Favolosa  |              | 114 417  | 3 800           | 290,2         | 13    | 2011             | Trieste, 2 luglio 2011     | Fincantieri Cantiere navale di Marghera (Venezia) | Prima nave della classe Concordia a non possedere una sovrastruttura a poppa                                           |                                                                              |
| Concordia                         | Costa Fascinosa |              | 114 417  | 3 800           | 290,2         | 13    | 2012             | Venezia, 5 maggio 2012     | Fincantieri Cantiere navale di Marghera (Venezia) | Come la gemella Costa Favolosa è priva della sovrastruttura a poppa                                                    |                                                                              |
| Luminosa (Ibrida Atlantica/Vista) | Costa Deliziosa |              | 92 600   | 294             | 12            | 2 826 | 2010             | Dubai, 23 febbraio 2010    | Fincantieri Cantiere navale di Marghera (Venezia) | Nell'atrio è presente l'opera d'arte Sfera di Arnaldo Pomodoro, precedentemente collocata nell'atrio di Costa Classica |                                                                              |
| Diadema (Dream)                   | Costa Diadema   |              | 132 500  | 306,02          | 14            | 4 947 | 2014             | Genova, 7 novembre 2014    | Fincantieri Cantiere navale di Marghera (Venezia) | Unica nave della classe Diadema.                                                                                       |                                                                              |
| Smeralda (Excellence)             | Costa Smeralda  |              | 185 010  | 337             | 16            | 6 522 | 2019             | Savona, 22 febbraio 2020   | Meyer Turku (Turku)                               | Prima nave della classe Excellence                                                                                     |                                                                              |
| Smeralda (Excellence)             | Costa Toscana   |              | 186 364  | 337             | 16            | 6 730 | 2021             | Barcellona, 16 giugno 2022 | Meyer Turku (Turku)                               | Attuale ammiraglia della flotta                                                                                        |                                                                              |

### Flotta del passato
| Nome               | Immagine | Stazza (t.s.l.) | Varo | Servizio per Costa | Servizio per Costa | Cantiere                                                    | Cronologia |
| Nome               | Immagine | Stazza (t.s.l.) | Varo | Inizio             | Fine               | Cantiere                                                    | Cronologia |
| ------------------ | -------- | --------------- | ---- | ------------------ | ------------------ | ----------------------------------------------------------- | --- |
| Bianca C           |          | 17 408          | 1944 | 1958               | 1961               | Societé Prov. de Cons. Navales S.A., La Seyne               | 1944 Varata come Maréchal Petain, mai completata 1946 trasformata in nave da crociera, rinominata La Marseillaise 1957 venduta alla Arosa Line, rinominata Arosa Sky 1958 venduta alla Costa Crociere e ristrutturata nuovamente 1961 affondata il 22 ottobre a Grenada a seguito di un'esplosione in sala macchine |
| Fulvia             |          | 16 844          | 1949 | 1969               | 1970               | Nederlandsche Scheeps. Maats, Amsterdam                     | 1949 Varata come Oslofjord, Norwegian America Line 1967 venduta alla Greek Line 1969 Costa Crociere 1970 affondata a causa di un incendio in sala macchine a Tenerife |
| Anna C.            |          | 11 736          | 1929 | 1947               | 1972               | Lithgows Ltd., Port Glasgow                                 | 1929 Varata come Southern Prince, Prince Line 1940 requisita dalla Marina Reale Britannica e ribattezzata HMS Southern Prince 1941 silurata da un U-Boot 1944 partecipa allo sbarco in Normandia 1946 viene restituita a Prince Line 1947 venduta alla Costa Crociere 1971 subisce un grave incendio 1972 demolita presso i cantieri Lotti di La Spezia, Italia |
| Franca C.          |          | 6 806           | 1914 | 1952               | 1977               | Newport News SB & DD Co., Newport News                      | 1914 Costruita come nave cargo col nome Medina 1948 trasformata in nave passeggeri, rinominata Roma 1952 aggiudicata all'asta da Costa, trasformata in nave da crociera 1977 venduta all'associazione Gute Bücher für Alle e rinominata Doulos 2010 venduta, rinominata Doulos Phos e trasformata in albergo |
| Flavia             |          | 15 465          | 1947 | 1969               | 1982               | John Brown & Co. Ltd., Clydebank                            | 1947 Varata come Media, Cunard Line 1969 venduta a Costa Crociere 1982 venduta ad una compagnia cinese, rinominata Flavian 1989 demolita in seguito ad un incendio a bordo |
| Andrea C.          |          | 7 800           | 1942 | 1946               | 1983               | Todd-California SB. Corp., San Francisco                    | 1942 Varata come Ocean Virtue 1944 silurata al largo della Sicilia 1946 acquisita da Costa Crociere 1948 entrata in servizio per Costa Crociere 1983 demolita |
| Federico C.        |          | 20 416          | 1958 | 1958               | 1983               | Ansaldo S.p.A., Sestri Ponente                              | 1958 Varata come Federico C. dalla Costa Crociere 1983 venduta alla Premier Cruises, rinominata Royale 1988 gestita dalla Dolphin Crociere, rinominata Sea Breeze 2000 naufragata al largo delle coste della Virginia |
| Italia             |          | 12 219          | 1967 | 1973               | 1983               | Cantieri Navale Felszegi S.p.A., Trieste                    | 1967 Varata per Sunsarda S.p.A. 1973 venduta a Costa Crociere 1983 venduta alla Ocean Cruise Lines, rinominata Ocean Princess 1995 venduta alla Louis Cruise Lines, rinominata Princesa Oceanica e poi Sapphire 2012 demolita come Aspire ad Alang (India) |
| Columbus C         |          | 16 317          | 1953 | 1981               | 1984               | Damen Schelde Naval Shipbuilding, Flessinga                 | 1953 Varata come Kungsholm, Swedish American Line 1965 venduta alla North German Lloyd, rinominata Europa 1981 venduta a Costa Crociere 1984 demolita a Barcellona dopo parziale affondamento nel porto di Cadice |
| Danae              |          | 15 833          | 1955 | 1979               | 1991               | Chalkis S.A., Il Pireo                                      | 1955 Costruita come nave cargo col nome di Port Melbourne 1975 convertita in nave da crociera per Delian Athina Cruises 1979 venduta a Costa Crociere 1991 venduta alla Prestige Cruises 1999 venduta alla Classic International Cruises, rinominata Princess Danae 2015 demolita ad Aliaga, Turchia |
| Carla Costa        |          | 20 469          | 1952 | 1968               | 1992               | Ateliers et Chantiers de France S.A., Dunkerque             | 1952 Varata come Flandre, CGT 1968 venduta a Costa Crociere, rinominata in Carla C 1986 rinominata Carla Costa 1992 venduta alla Epirotiki Line, rinominata Pallas Athena 1994 demolita ad Alang (India) in seguito ad un incendio a bordo |
| Enrico Costa       |          | 15 889          | 1951 | 1965               | 1994               | Swan, Hunter & Wigham, Richardson Ltd., Newcastle upon Tyne | 1951 Varata come Provence, SGTM 1965 venduta a Costa Crociere 1987 rinominata Enrico Costa 1994 venduta a Starlauro, rinominata Symphony 2001 demolita ad Alang, India |
| Daphne             |          | 15 833          | 1955 | 1979               | 1996               | Chalkis S.A., Il Pireo                                      | 1955 Costruita come nave cargo col nome di Port Sydney 1974 convertita in nave da crociera per Delian Athina Cruises 1979 venduta a Costa Crociere 1996 venduta alla Prestige Cruises, rinominata Switzerland 2008 venduta alla Classic International Cruises, rinominata Princess Daphne 2014 demolita ad Alang (India) |
| Eugenio Costa      |          | 30 567          | 1966 | 1966               | 1997               | Cantieri Riuniti dell'Adriatico, Monfalcone                 | 1966 Varata come Eugenio C dalla Costa Crociere 1987 rinominata Eugenio Costa 1997 venduta alla Lowline Limited, rinominata Edinburgh Castle 1999 venduta al cantiere Cammell Laird 2005 demolita ad Alang, India |
| Costa Playa        |          | 12 456          | 1966 | 1995               | 1998               | Wärtsilä, Helsinki                                          | 1966 Varata come Finlandia (traghetto roll-on/roll-off) 1979 convertita in nave da crociera, rinominata Finnstar 1981 rinominata Innstar 1982 rinominata Pearl of Scandinavia in seguito di una ristrutturazione 1987 rinominata Ocean Pearl in seguito ad un intervento di allungamento 1995 venduta a Costa Crociere, rinominata Costa Playa 1998 venduta a Eurasia In ternational, rinominata Golden Princess 1998 convertita come nave da crociera casinò 2009 demolita in Cina |
| Costa Riviera      |          | 27 905          | 1963 | 1983               | 2002               | Cantieri Riuniti dell'Adriatico S.p.A., Monfalcone          | 1963 Varata come Guglielmo Marconi, Lloyd Triestino 1976 trasferita all'Italia di Navigazione 1979 ceduta alla società Italia Crociere Internazionali 1983 trasferita a Costa Crociere 2002 demolita ad Alang (India) |
| Costa Tropicale    |          | 35 190          | 1982 | 2000               | 2005               | Aalborg Vaerft A/S, Aalborg                                 | 1982 Varata come Tropicale, Carnival Cruise Line 2000 trasferita a Costa Crociere 2005 trasferita a P&O Australia 2008 venduta alla Pullmantur Cruises, rinominata Ocean Dream 2012 venduta all'organizzazione Peace Boat 2021 demolita ad Alang (India) |
| Costa Europa       |          | 54 763          | 1986 | 2002               | 2010               | Jos. L. Meyer Gmbh & CO, Papenburg                          | 1986 Varata come Homeric, Home Lines 1988 venduta alla Holland America Line, rinominata Westerdam 2002 venduta a Costa Crociere 2010 venduta alla Grand Cruise Investments Unipessoal, rinominata Thomson Dream 2017 rinominata Marella Dream 2022 demolita ad Aliağa (Turchia) |
| Costa Marina       |          | 25 558          | 1969 | 1990               | 2011               | Oy Wärtsilä Ab, Turku                                       | 1969 Costruita come portacontainer col nome di Axel Johnson, Johnson Lines 1987 convertita in nave da crociera, rinominata Regent Sun 1988 venduta alla Navyclub, rinominata Italia 1990 venduta alla Costa Crociere, subisce un importante rinnovamento 2011 venduta ad Harmony Crociere, rinominata Club Harmony 2014 demolita ad Alang (India) |
| Costa Concordia    |          | 112 000         | 2006 | 2006               | 2012               | Fincantieri, Sestri Ponente                                 | 2006 Varata come Costa Concordia dalla Costa Crociere 2012 naufragata parzialmente il 13 gennaio presso l'isola del Giglio 2014-2017 demolita a Genova (Italia) |
| Costa Allegra      |          | 28 597          | 1969 | 1992               | 2012               | Oy Wärtsilä Ab, Turku                                       | 1969 Costruita come portacontainer col nome di Annie Johnson, Johnson Lines 1992 convertita in nave da crociera da Costa Crociere 2012 demolita ad Aliağa (Turchia) |
| Costa Voyager      |          | 25 000          | 2000 | 2011               | 2014               | Blohm + Voss, Amburgo                                       | 2000 Varata come Olympic Voyager 2004 venduta alla Ibero Cruceros, rinominata in Voyager 2004 rinominata Grand Voyager 2011 trasferita alla Costa Crociere 2014 venduta alla Bohai Cruise col nome di Chinese Taishan (中国泰山) |
| Costa Celebration  |          | 47 262          | 1987 | 2014               | 2015               | Kockums Varv, Malmö                                         | 1987 Varata come Celebration, Carnival Cruise Lines 2008 trasferita alla Ibero Cruceros col nome di Grand Celebration 2014 trasferita alla Costa Crociere 2015 venduta alla Bahamas Paradise Cruise Lines, rinominata Grand Celebration 2021 demolita ad Alang (India) |
| Costa neoClassica  |          | 52 926          | 1991 | 1991               | 2018               | Fincantieri, Cantiere navale di Marghera                    | 1991 Varata come Costa Classica dalla Costa Crociere 2013 subisce una ristrutturazione, rinominata in Costa neoClassica 2018 venduta alla Bahamas Paradise Cruise Lines, rinominata in Margaritaville at Sea Paradise |
| Costa neoRiviera   |          | 48 200          | 1999 | 2013               | 2019               | Chantiers de l'Atlantique, Saint-Nazaire                    | 1999 Varata come Mistral dalla Festival Crociere 2004 venduta alla Ibero Cruceros, rinominata in Grand Mistral 2013 trasferita alla Costa Crociere 2019 trasferita ad AIDA Cruises, rinominata AIDAmira. 2024 Opera per la Ambassador cruise line sotto il nome di Ambition. |
| Costa Victoria     |          | 75 166          | 1996 | 1996               | 2020               | Bremer Vulkan, Werft und Maschinenfabrik                    | 1996 Varata come Costa Victoria dalla Costa Crociere, 2020 venduta alla Genova Trasporti marittimi, azienda controllata da San Giorgio del Porto 2021 demolita ad Aliağa (Turchia) |
| Costa neoRomantica |          | 57 100          | 1993 | 1993               | 2020               | Fincantieri, Cantiere navale di Marghera                    | 1991 Varata come Costa Romantica dalla Costa Crociere 2012 subisce una ristrutturazione, rinominata in Costa neoRomantica 2020 venduta alla Celestyal Cruises, rinominata in Celestyal Experience 2021 spiaggiata per la demolizione a Gadani in Pakistan |
| Costa Atlantica    |          | 85 619          | 1999 | 2000               | 2020               | Kværner Masa-Yards, Turku                                   | 1999 Varata come Costa Atlantica dalla Costa Crociere 2015 Ristrutturata per adattarsi al mercato cinese e operare con Costa Asia 2020 Venduta ad Adora Cruises |
| Costa Mediterranea |          | 85 619          | 2002 | 2003               | 2021               | Kværner Masa-Yards, Turku                                   | 2002 Varata come Costa Mediterranea dalla Costa Crociere 2021 Venduta ad Adora Cruises |
| Costa Luminosa     |          | 92 600          | 2008 | 2009               | 2022               | Fincantieri, Cantiere navale di Marghera (Venezia)          | 2008 Varata come Costa Luminosa per Costa Crociere 2022 Trasferita alla Carnival Cruise Line e rinominata Carnival Luminosa |
| Costa Venezia      |          | 135 500         | 2018 | 2019               | 2023               | Fincantieri Cantiere navale di Monfalcone (Gorizia)         | 2019 Prima nave a essere espressamente progettata per il mercato cinese per il marchio Costa Asia. 2022 Trasferita al mercato europeo sotto Costa Crociere. 2023 Trasferita alla Carnival Cruise Line e rinominata Carnival Venezia, svolge crociere da New York con il concept Carnival Fun Italian Style. |
| Costa Magica       |          | 102 587         | 2003 | 2004               | 2023               | Fincantieri Cantiere navale di Marghera                     | 2003 Varata come Costa Magica per Costa Crociere. 2023 Venduta alla Seajets e rinominata Mykonos Magic |
| Costa Firenze      |          | 135 156         | 2019 | 2021               | 2024               | Fincantieri Cantiere navale di Monfalcone (Gorizia)         | 2021 Entrata in servizio per il mercato europeo, in attesa della ripartenza del mercato asiatico, sotto Costa Crociere. 2024 Trasferita alla Carnival Cruise Line e rinominata Carnival Firenze, svolge crociere da Long Beach con il concept Carnival Fun Italian Style. |

## Itinerari

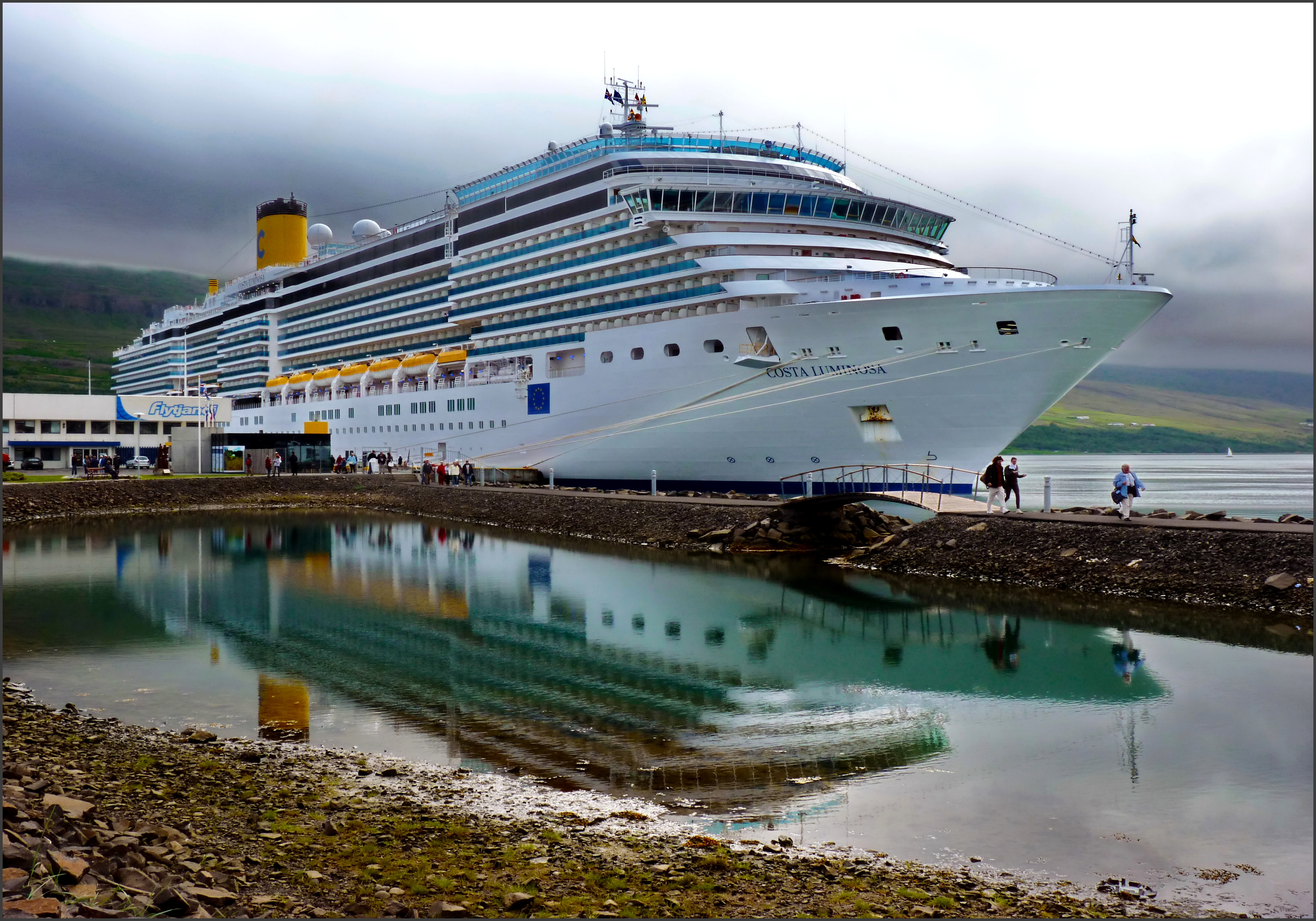
Costa Luminosa attraccata nel porto di Akureyri, Islanda

Tutte le navi operano nel Mediterraneo, meta privilegiata di Costa, Nord Europa, Caraibi, Sudamerica, Nordamerica, Golfo Persico, Oriente e oceano Indiano.
Nel 2006, Costa introduce nuovi itinerari in Oriente, dedicati principalmente ad una clientela cinese, e giapponese, senza però escludere gli europei, i più numerosi ospiti a bordo delle navi Costa.
Dall'inverno 2006, Costa introduce itinerari regolari negli Emirati Arabi Uniti di una durata di 7 giorni.
Nel corso della stagione invernale 2007/2008 con Costa Marina, vengono introdotti itinerari di 14 giorni nell'oceano Indiano con partenza da Mauritius.
Nel 2009, Costa programma itinerari con mete in Canada e America con Costa Atlantica.
Il 28 dicembre 2011, Costa Deliziosa è salpata da Savona per una crociera di 100 giorni intorno al mondo suddivisa in tre tratte.
Il 21 settembre 2013, Costa neoRomantica è partita per il giro del mondo sud che si è concluso dopo 122 giorni a Savona dopo essere passata per il Rio delle Amazzoni, Terra del Fuoco, Isola di Pasqua, Australia, Sudafrica e Canarie.
Nel 2013, Costa introduce itinerari inediti tra cui la circumnavigazione dell'Africa, crociere in India e oltre Capo Nord con la linea neoCollection. A partire dalla programmazione del 2017 il programma viene chiuso.

## Palacrociere

### Palacrociere Savona

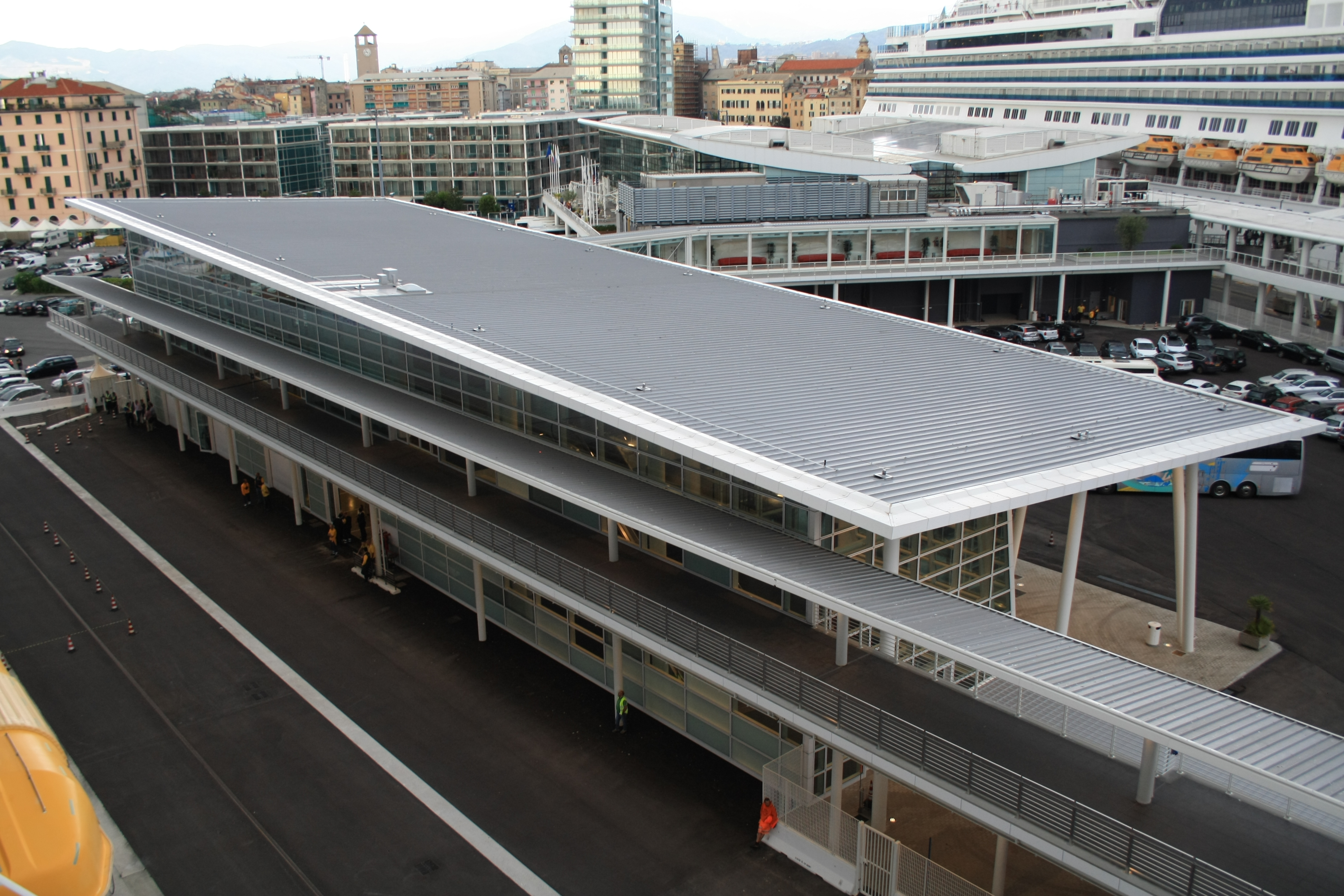
Il Palacrociere di Savona

Il Palacrociere di Savona è un terminal crociere costruito a Savona, co-finanziato da Costa Crociere che ne è anche il gestore. Inaugurato il 24 novembre 2003, è stato progettato dall'architetto Ricardo Bofill. L'edificio ha una superficie di 8.400 m² distribuiti su 3 piani, di cui 5.000 m² per i passeggeri in partenza. L’8 novembre 2014, in occasione del primo scalo di Costa Diadema, è entrato in funzione anche il secondo terminal del Palacrociere, per il quale la compagnia ha investito circa 9 milioni di euro. Il 14 novembre 2019 il terminal 1 e la banchina hanno subito importanti ristrutturazioni per permettere l'approdo dell'ammiraglia Costa Smeralda.

### Palacruceros
Il Palacrociere di Barcellona è un terminal crociere costruito in Spagna, finanziato interamente da Costa Crociere ed entrato ufficialmente in servizio il 24 aprile 2007.

### Palacrociere Tianjin
Nel giugno 2010, Costa Crociere ha inaugurato un nuovo terminal crocieristico internazionale a Tianjin, in Cina. Ha una superficie di 59.000 m² e può ospitare fino a 4.000 passeggeri.

## Incidenti

### Bianca C.
Il 22 ottobre 1961, la Bianca C era al largo di Grenada quando si verificò un'esplosione nella sala macchine che causò la morte di due membri dell'equipaggio. I pescatori locali hanno aiutato a salvare i passeggeri e l'equipaggio ma, poiché le autorità locali non avevano le attrezzature per estinguere l'incendio, la nave è stata lasciata bruciare fino all'arrivo della HMS Londonderry da Puerto Rico. Nonostante l'arrivo della Londonderry, la Bianca C affondò rapidamente a 50 metri di profondità a circa un miglio dalla spiaggia turistica di Grand Anse.

### Costa Europa
Il 26 febbraio 2010, la Costa Europa urtò la banchina del porto a Sharm el-Sheikh in Egitto, dopo aver tentato di attraccare in una situazione di forte vento e maltempo. L'urto ha provocato una falla sotto la linea di galleggiamento di circa 2 metri sul lato di dritta, la morte di tre membri dell'equipaggio e il ferimento di tre passeggeri. La falla ha causato l'imbarco di acqua all'interno dello scafo e la successiva inclinatura della nave sul fianco destro. La nave, grazie all'impiego di pompe, è stata riportata in assetto verticale e lo squarcio è stato riparato.

### Costa Concordia

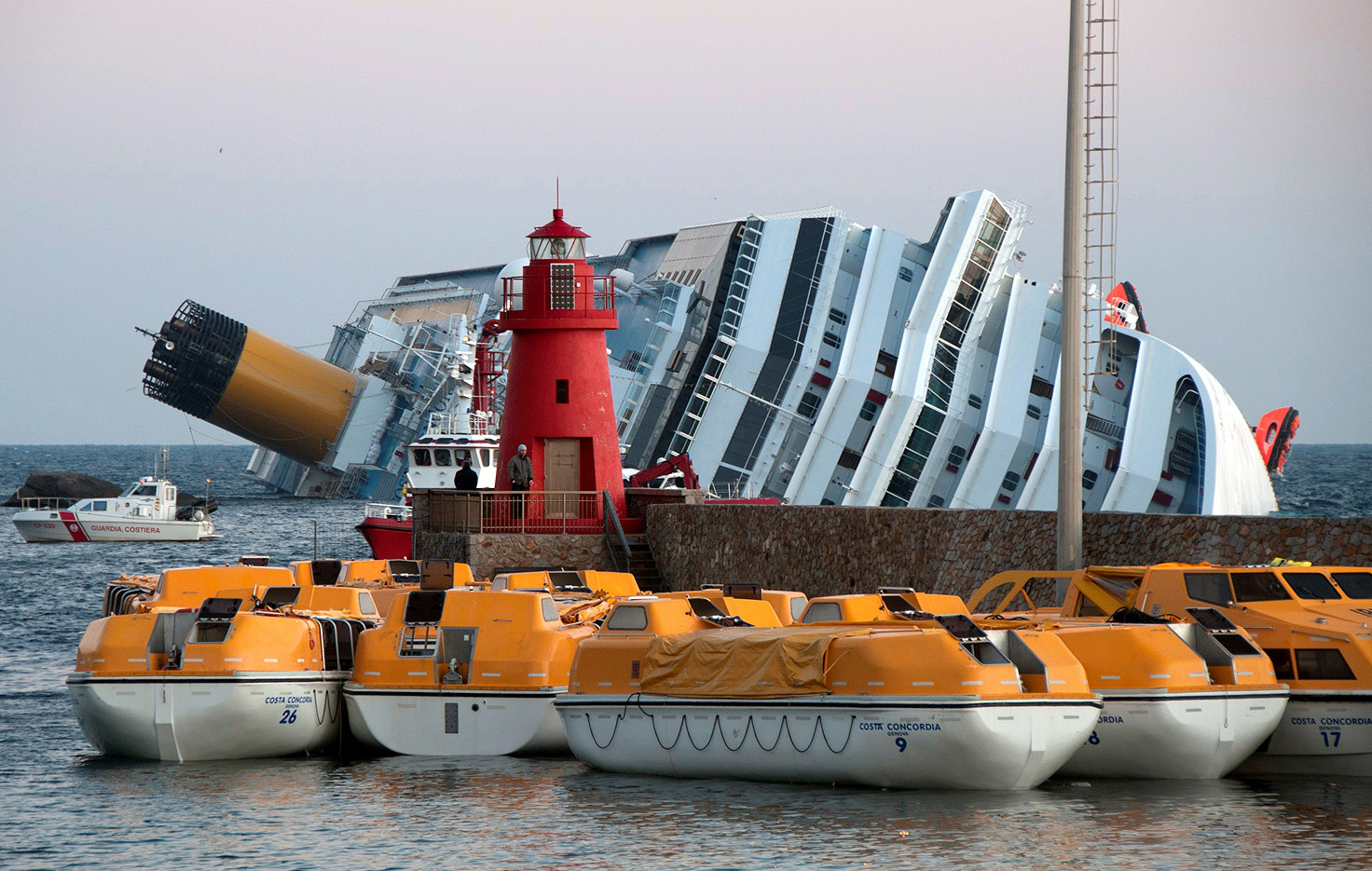
La Costa Concordia semisommersa di fronte all'isola del Giglio

Il 13 gennaio 2012, la Costa Concordia si incagliò sulla costa dell'isola del Giglio, in Toscana. La nave si inclinò e affondò parzialmente, uccidendo 32 persone. Nel 2014 la nave è stata rimessa in assetto verticale e nel luglio dello stesso anno è stata trainata fino al porto di Genova, dov'è stata completamente smantellata.

### Costa Allegra
Il 27 febbraio 2012, la Costa Allegra subì un incendio nella sala macchine e andò alla deriva nell'oceano Indiano. Dopo diversi giorni alla deriva senza energia elettrica e propulsione, la nave fu rimorchiata a Mahé, nelle Seychelles, dove sono sbarcati i passeggeri. Non si sono registrate vittime né feriti ma la nave, dopo aver subito le riparazioni necessarie al rientro in Italia, è stata successivamente venduta per la demolizione.

## Multimedia
Il 31 marzo 2011 in occasione del 63º anniversario della partenza della prima crociera con Anna Costa, Costa Crociere ha lanciato "Radio Costa" una web-radio in collaborazione con Radio Monte Carlo. I brani sono intervallati da rubriche come Destinations dove vengono illustrate le varie destinazioni, Crew Only per approfondire il dietro le quinte della nave, Costa People dove vengono intervistati i membri dell'equipaggio, Appena tornati dedicata ai croceristi appena tornati da una crociera Costa.